# Saint-Géréon
Saint-Géréon is een plaats en voormalige gemeente in het Franse departement Loire-Atlantique in de regio Pays de la Loire en telt 2487 inwoners (1999). De plaats maakt deel uit van het arrondissement Ancenis en sinds 1 januari 2019 van de commune nouvelle Ancenis-Saint-Géréon na een fusie met de gemeente Ancenis.
Bij de Pierre Meslière, een rots die ongeveer veertig meter boven de Loire uittorent, werden in de negentiende eeuw sporen van een prehistorische site gevonden.

## Geografie
De oppervlakte van Saint-Géréon bedraagt 7,5 km², de bevolkingsdichtheid is 331,6 inwoners per km². De plaats ligt op de rechteroever van de Loire, ten westen van Ancenis.
De onderstaande kaart toont de ligging van Saint-Géréon met de belangrijkste infrastructuur en aangrenzende gemeenten.

## Demografie
Onderstaande figuur toont het verloop van het inwonertal (bron: INSEE-tellingen).